# 索尼LSI设计
索尼LSI设计（日语：ソニーLSIデザイン）是一家索尼旗下從事半导体产品设计與制造的企業。

## 簡介
1986年6月25日，该公司以索尼技术软件為名成立，是索尼旗下专门进行微型计算机软件开发的公司。1990年，公司名改为“索尼LSI设计”。
该公司主要负责设计索尼生产的传感器、照相機CMOS图像传感器以及DSP，其他业务包括图像处理算法开发和半导体产品的晶圆测试、最终测试，以及探测卡、载板、插槽、弹簧探针的设计。

## 历史
- 1986年6月25日 - 以索尼技术软件为名建立。
- 1990年 - 公司名称改为索尼LSI设计
- 2000年 - 福冈办公室设立
- 2006年 - 长崎设计中心设立
- 2012年 - 札幌分部合并入横滨总部，长崎办公室合并入九州总部。
- 2014年 - 总部迁至索尼厚木第二技术中心，九州总部的办公室更名为福冈办公室

### 巨额虚假交易事件
索尼LSI设计的1名董事和4名雇员侵吞公司资产的事情在会计检查期间被发现，2016年7月經由內部告發而揭露。
自2012年2月至2016年9月的约4年半中，總共有大约9亿日元的损失。然而，该公司的过去數年的營業數據並未因此而作修正。侵吞方法是經由與多個商業夥伴一起進行假訂購和雙重訂購，並接受不正當的金錢和接待。这5人在2016年10月28日被解雇，盜用的款項卻沒有還給公司。
2017年7月19日，东京地方检察厅特別搜查部逮捕其中3人，被挪用到虚假账户的订货金约1亿700万日元。

## 办公室
- 总部 ‐ 神奈川縣厚木市岡田4-16-1 索尼厚木第2技术中心
- 福冈办事处 ‐ 福冈县福岡市早良區百道浜2-3-2 跨国公司的广播厅 20楼

### 已关闭
- 横滨总部 - 神奈川县横滨市保土谷区神户町134
- 札幌市分社 - 北海道札幌市中央区北1条东1-6 札幌东广场（日语：札幌イーストスクエア） 7楼
- 长崎事务办公室 - 长崎县諫早市津久叶町1883-43 索尼长崎技术中心